# Синдром мёртвой лесбиянки
«Синдром мёртвой лесбиянки» (англ. Dead Lesbian Syndrome), часто объединяемый с «Bury Your Gays» (дословно с англ. — «Похорони своих геев»), — сюжетный приём, состоящий в неблагоприятном исходе (чаще всего смерти) для ЛГБТ-персонажа. Приём рассматривается как гомофобное клише, при котором ЛГБТ-персонажи изображены как не достойные счастливой концовки — в отличие от аналогичных гетеронормативных персонажей.

## История приёма
Приём «Bury Your Gays» получил своё развитие в XIX веке как литературный приём и в разных жанрах распространился в медиа. Изначально его использовали авторы-гомосексуалы, чтобы иметь возможность отражать в своих произведениях гей-персонажей, избежав общественного осуждения и нарушения законов. Модель приёма представляла собой изображение однополой пары, в которой один из партнёров должен был умереть в конце истории (например, чтобы способствовать развитию другого, часто гетеросексуального персонажа). Исследователи также отмечают, что смерть персонажа зачастую наступала вскоре после того, как герои признались друг другу в любви, поцеловались или вступили в сексуальную связь. После чего выживший персонаж осознавал, что его влечение было случайным или даже ошибочным.
Более узкое значение приёма «Bury Your Gays» — «синдром мёртвой лесбиянки» — также имеет отдельную историю. Журналист Джеймс Макконахи считает, что в основе этого приёма лежат женоненавистничество и фетишизация романтических и сексуальных отношений лесбиянок. Литературные произведения, в которых встречался данный сюжетный приём, получили популярность в 1940-е и 1950-е годы, когда в Америке широко распространились так называемые pulp-романы (англ. pulp-novel) — дешёвые массовые литературные произведения, печатавшиеся на низкокачественной газетной бумаге. Среди произведений этого жанра выделялась pulp-литература, посвящённая лесбийским отношениям.
Так, одним из самых регулярных клише в таких произведениях был сюжетный приём, предполагавший отсутствие счастливого конца для героинь-лесбиянок или для изображавшихся лесбийских пар. Часто наиболее распространённым способом завершить линию развития героини-лесбиянки был сюжетный поворот, в результате которого она либо умирала, либо начинала отношения с мужчиной. Джеймс Макконахи отмечает и третий вариант — героиню признавали сумасшедшей. Использование этого сюжетного поворота для завершения линии персонажа может быть связано и с тем, что до 1974 года гомосексуальность признавалась психическим расстройством.

## Значение приёма
По мнению ряда активистов, этот приём ущемляет права и дискриминирует сексуальные меньшинства, потому что персонажи, олицетворяющие эти группы в литературе или кинематографе, заведомо лишены счастливого финала.
Согласно ежегодному исследованию «Where We Are on TV» за 2018—2019 годы, проведённому GLAAD, рекордные 8,8 % сценариев в сериалах содержат отражение ЛГБТ-сообщества. Однако, даже несмотря на возросший процент репрезентации лесбиянок в сериалах и шоу на телевидении в 2018—2019 годах по сравнению с 2015—2016 годами этот показатель снизился (33 % снизились до 25 %). Более того, GLAAD подчёркивают, что «многие из этих персонажей [квир-женщин] были убиты <…> в рамках многолетнего тренда „bury your gays“». В исследовании также отмечено, что хэппи-энд и дальнейшее развитие в шоу и сериалах для персонажа, представляющего сексуальные меньшинства, — это «то, что часто остается вне досягаемости для ЛГБТК-персонажей».
Меган Таунсенд (англ. Megan Townsend), директор GLAAD по исследованию и анализу индустрии развлечений, отметила, что за последние несколько лет число женских квир-персонажей на ТВ резко сократилось. Только с начала 2015 года более 50-ти женских квир-персонажей на телевидении были убиты — часто насильственными способами. Также Таунсенд высказала точку зрения, что медиа должны отражать больше полных и детализированных историй с женскими квир-персонажами, которые не заканчиваются смертью.

## Примеры использования приёма
- Сериал «Бизнес-люкс» (англ. Executive Suite, 1976)[13]. Героиня Джули Солкин совершает каминг-аут как лесбиянка своей подруге Леоне и признается, что испытывает к ней романтические чувства. Через некоторое время Леона признается Джули, что, возможно, тоже влюблена в неё. Растерянная, Леона выходит на улицу, чтобы побыть одной и подумать о своих чувствах. Джули следует за девушкой и тут же оказывается под колёсами грузовика.
- Сериал «Баффи — истребительница вампиров» (англ. Buffy the Vampire slayer, 1997 — 2003)[14]. В 4 сезоне героиня Уиллоу Розенберг знакомится со студенткой Тарой Маклэй, которая также является ведьмой. Возникают глубокие чувства между девушками. Из-за зависимости Уиллоу от магии они расстаются, но Уиллоу осознаёт свою ошибку, и это позволяет ей вновь сблизиться с Тарой, однако, воссоединение девушек длится недолго — Тара погибает от пули, выпущенной из пистолета злодея-неудачника Уоррена. Это событие, вкупе с отказом потусторонних сил воскресить её возлюбленную, превращает Уиллоу в разъярённую могущественную ведьму, главным смыслом жизни которой теперь становится отмщение всем причастным к гибели Тары.
- Фильм «Горбатая гора» (англ. Brokeback Mountain, 2005). Персонажи Эннис Дел Мар и Джек Твист, вместе пасущие овец на пастбищах у Горбатой горы, вступают в сексуальную связь и влюбляются друг в друга. Так начинается их роман. На протяжении следующих 20-ти лет герои продолжают изредка встречаться на том же месте. Спустя несколько месяцев после их последней встречи Эннис узнает, что Джек умер. Через несколько лет после смерти любовника Эннис живёт один в трейлере, храня у себя в шкафу рубашку Джека, которая была надета на мужчине в день их последней встречи.
- Сериал «Сверхъестественное» (англ. Supernatural, 2005 — 2020)[15]. В серии, третьей с конца, ангел Кастиэль (постоянный герой с девятого по пятнадцатый сезон) наконец признаётся в своих романтических чувствах Дину, уже решив пожертвовать собой ради него после многих лет покровительства над Дином и его братом. Сразу после этого ангела засасывает в место, именуемое фанатами Супер-Адом.
- Фильм «Одинокий мужчина» (англ. Single man, 2009). Фильм открывается смертью персонажа по имени Джим, который был партнёром главного героя картины Джорджа, профессора английской литературы. Мужчина погиб в автокатастрофе. В конце истории сам Джордж умирает от сердечного приступа, забыв принять лекарство.
- Сериал «Сотня» (англ. The 100, 2014 — 2020)[16]. Во 2 сезоне сериала между землянкой Кларк Гриффин и Лидером 13 кланов Хэдой Лексой устанавливаются романтические отношения, подтвердившиеся в 3 сезоне любовной сценой между персонажами. В этом же эпизоде, спустя некоторое время, Лексу убивает Хранитель Огня Титус. Плохо владеющий огнестрельным оружием, он случайно выстреливает шальной пулей, предназначавшейся Кларк, и попадает в живот Лексы.
- Фильм «Взрывная блондинка» (англ. Atomic Blonde, 2017). Британский агент Лоррейн Бротон вступает в романтические и сексуальные отношения с ведущей за ней слежку агентом французской разведки Дельфиной Лассаль. Девушки начинают работать вместе, однако через некоторое время Лассаль, задушенная немецким агентом Персивалем в собственной квартире, умирает. Лоррейн опаздывает на несколько минут и не успевает спасти девушку.
- Сериал «Убивая Еву» (англ. Killing Eve, 2018 — 2022)[17]. В заключительной серии главные героини Ева и Вилланель после долгих лет напряжённых отношений и игры в «кошки-мышки» находятся рядом, свободно целуются, держатся за руки и смеются вместе. Прямо после исполнения своей мечты по устранению таинственной мировой организации, Вилланель обнимается с Евой на корабле, когда первой простреливают плечо. Вилланель падает в реку и получает ещё несколько пуль в спину, после чего без сознания захлёбывается и погибает.

## Реакция в сети
Смерть ЛГБТ-персонажа Командующей Лексы в сериале «Сотня» способствовала тому, что в 2016 году фанаты сериала запустили кампанию в Твиттере под хештегом #LGBTFansDeserveBetter. В первые несколько часов хештег был использован в твитах пользователей более 280 тысяч раз.
Поклонники «Сотни», в том числе ЛГБТ-аудитория, раскритиковали сюжетный поворот, в результате которого Лекса погибла сразу после того, как она и Кларк Гриффин занялись сексом, подтверждая романтическую связь между друг другом. Создателей шоу обвинили в возвращении «к более ранней эре» развития развлекательного контента, «когда сексуальность ЛГБТ-персонажа часто была признаком того, что это приведёт к трагической концовке на экране» для этого героя.
Тогда же была начата кампания по сбору средств для благотворительной организации Тревор, занимающейся предотвращением самоубийств среди представителей ЛГБТ-сообщества. В результате за несколько часов было собрано более 30 тыс. долларов США.
Продолжением кампании #LGBTFansDeserveBetter стало создание в 2016 году некоммерческой организации фанатов со всего мира под аналогичным названием «LGBT Fans Deserve Better». Организация выступает с миссией показать людям, какой вред может нанести ЛГБТ-сообществу негативное отражение сексуальных меньшинств в медиа, а также «отстаивает лучшую и более позитивную репрезентацию».

## Критика и мнения
Обсуждение приёма «Bury Your Gays» в медиа и осуждение фанатов привело к созданию «Клятвы Лексы» (англ. Lexa Pledge), адресованной ЛГБТ-сообществу. Она появилась на сайте организации «LGBT Fans Deserve Better» и была подписана некоторыми сценаристами. Согласно тексту клятвы, создатели шоу обещают избегать «выбора историй, которые сохраняют токсичный приём [„Bury Your Gays“]» и способствовать лучшей репрезентации ЛГБТ-сообщества в медиа.
Однако в ходе конференции Writers Guild Event (2016), собранной Фондом Гильдии сценаристов (англ. The Writers Guild Foundation) выяснилось, что не все сценаристы готовы на такие заявления. Так, Картер Ковингтон, сценарист сериала «Фальсификация», высказал мнение: «Если персонаж умирает и это подаёт плохой пример, то я поддерживаю [Клятву]». Но в остальном он считает, что «опасно говорить шоураннерам, как рассказывать историю».
Также другие участники конференции заметили, что тяжело поддерживать баланс между свободой творчества и желанием угодить фанатам. Сценарист и продюсер сериала «Американская история преступлений» Соней Хоффман добавила, что «сложно „служить“ и истории, и персонажу одновременно».
Также было отмечено, что развитие сюжета требует эмоционального накала, в том числе и для ЛГБТ-персонажей. Так, продюсер и актриса сериала «Чокнутая бывшая» Рэйчел Блум заявила: «Как только вы достигли счастья [в истории], вы хотите вернуть конфликт назад. Это основной сценарный вопрос: „Куда мы пойдём с этим персонажем?“ Но гей-персонажи — это нечто большее, чем их сексуальность».
21 марта 2016 на портале TV insider было опубликовано интервью с продюсером сериала «Сотня» Джеймсом Ротенбергом. В ходе беседы с журналистом Дэмианом Холбруком он прокомментировал своё решение убить персонажа Лексы, а также выразил удивление столь негативной реакции фанатов и попытке обозначить смерть Командующей как смерть ЛГБТ-персонажа в рамках приёма «Bury Your Gays». По словам Ротенберга, сценаристы «Сотни» «создали мир, в котором не важно, какой у тебя цвет кожи, женщина ты или мужчина, кого ты любишь и кем являешься — гетеросексуалом или гомосексуалом. Главная цель — это выживание <…>. Наш посыл в том, что ни раса, ни сексуальность персонажа не важны, и это расширяет возможные варианты смерти героя. В этом мире <…> ты можешь умереть, будучи и геем, и гетеросексуалом, ты можешь умереть, будучи и постоянным персонажем, и эпизодическим».
Также, несмотря на распространённость использования сюжетного приёма «Bury Your Gays» в медиа, существуют произведения, которые считаются примером «преодоления» феномена «Bury Your Gays». Например, в 4-м эпизоде 3-го сезона сериала «Чёрное зеркало» «Сан-Джуниперо» арка гомосексуальной пары заканчивается хэппи-эндом вопреки событиям в жизни персонажей, препятствующим этому. Две главные героини Келли и Йорки, влюблённые друг в друга, умирают в реальной жизни (по сериалу это 2040-й год), но решают вместе осуществить так называемый переход, то есть переносят своё сознание после смерти в систему имитации реальности — вымышленный город Сан-Джуниперо. Там, снова молодые, героини могут жить вечно.
Данный эпизод, концовка которого является единственным хэппи-эндом 3 сезона, признаётся критиками одним из самых удачных в сезоне. Например, Станислав Куприянов, руководитель цифровых коммуникаций ФРИИ, колумнист Forbes Life считает «Сан-Джуниперо» «самым трогательным, пронзительным, грустным и притом жизнеутверждающим зрелищем, которое выходило на телевидении за последние десять лет».